# Giun đầu gai
Giun đầu gai (Danh pháp khoa học: Gnathostoma spinigerum) là một loài giun ký sinh. Các loài như như ếch, nhái, cá nước ngọt, đặc biệt là lươn, thường có ấu trùng giun này.

## Ký sinh
Khi xâm nhập vào cơ thể người, ấu trùng này không phát triển ngay thành những con giun nhỏ, mà tiếp tục tồn tại dưới dạng ấu trùng, hình thành những khối u di chuyển được trong da và mô mềm, thường xuất hiện ở mặt, mu bàn tay, lưng, mông, bụng. Khối u di chuyển được này dần chuyển thành một nốt nhỏ hoặc một khối phù nề, gây ra những tổn thương đối với hệ thần kinh trung ương như làm rối loạn tri giác, yếu liệt nửa người, hôn mê nhiều ngày.
Ngoài ra, ấu trùng trong lươn còn có thể di chuyển vào nội tạng như gan, phổi, gây đau bụng, ho, đau ngực, khó thở. Nếu ấu trùng đó di chuyển vào mắt thì sẽ gây xuất huyết trong mắt, giảm thị lực, dẫn đến mù lòa, còn khi chúng chui vào hốc tai, hốc mũi sẽ gây ra hiện tượng nhức tai, viêm mũi. Đã có trường hợp giun đầu gai bò ra cả tai và mũi.